# Туніське озеро
Туніське озеро (араб. البحيرة, El Bahira) — солона лагуна природного походження, розташована між столицею Тунісу і Туніською затокою Середземного моря. Площа цього мілководного озера, яке колись було морською гаванню, становить 37 км ².
За часів Римської імперії на озері була побудована дамба, що розділила його на дві частини. В даний час дамба використовується як дорога для автомобілів і потягів, що з'єднують гавань Ла-Ґулєт і прибережні міста Сіді-Бусаїд і Ла-Марса. У північній частині озера розташований острів Чиклі, що був колись іспанським фортом, а з 1993 року оголошений заповідником.
Через триваючі процесів седиментації в XIX столітті французькі колоніальні сили прорили вздовж дамби канал довжиною 9,7 км, шириною 46 м і глибиною 6,1 м, що веде до старої гавані Тунісу. На південному березі озера в даний час ведеться будівництво великого туристичного центру. На північному березі озера розташований міжнародний аеропорт Туніс-Карфаген.

## Природа

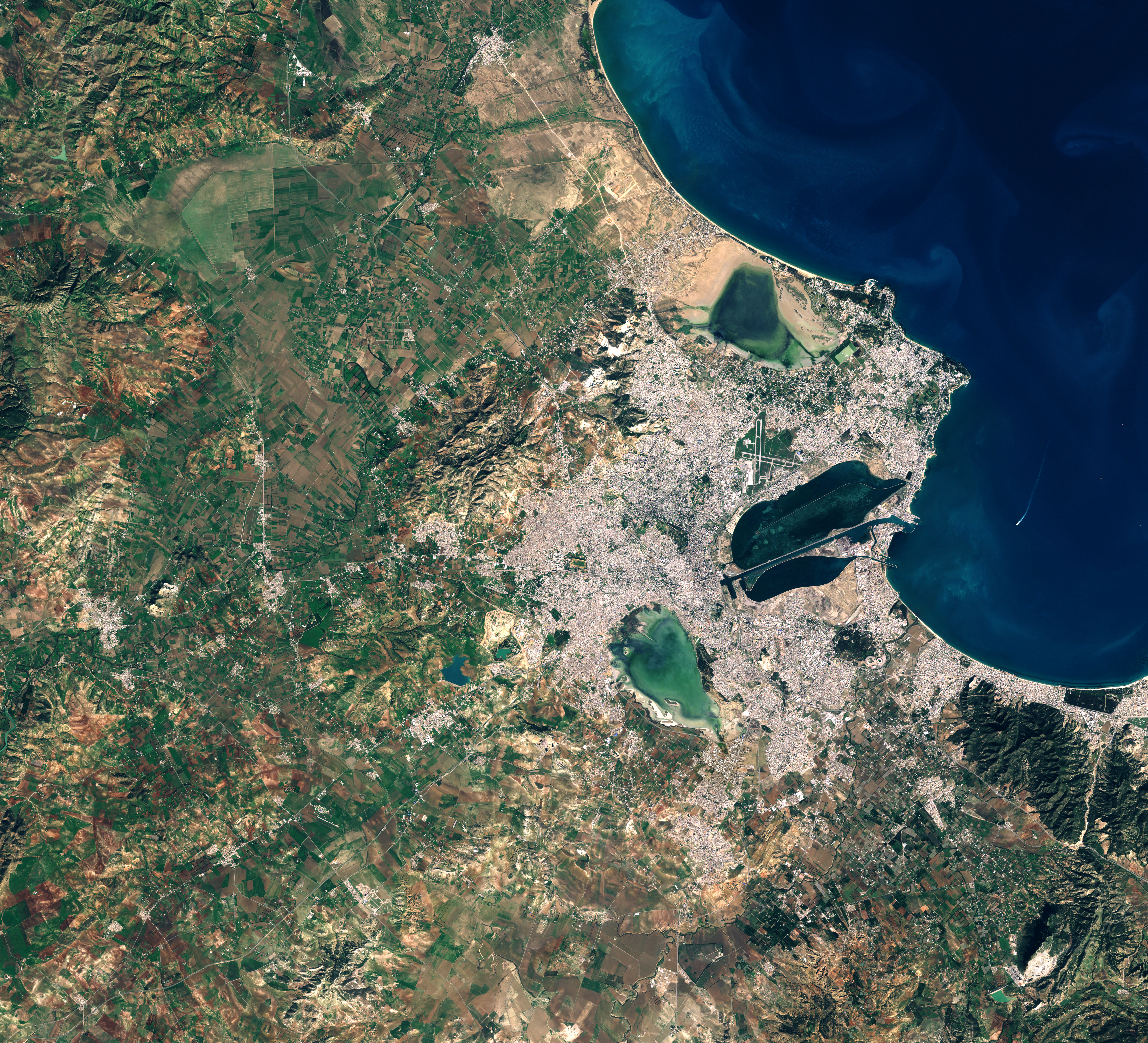
Супутниковий знімок Туніса, видно 5 з 7 озер комплексу, 2017 рік

Озеро (2,2 тис. га площі водної поверхні й заболочених берегів) входить до складу водно-болотних угідь туніської столиці, які охороняються в рамках Рамсарської конвенції і є важливою частиною природної екосистеми столиці й загалом Північної Африки. Озеро Туніс — місце гніздування для декількох видів птахів, особливо пірникози великої  (Podiceps cristatus)  і широконіски (Anas clypeata), та зимівлі 6% палеоарктичної популяції рожевого фламінго  (Phoenicopterus roseus). На озері велика кількість гризунів і кажанів. Води озера використовують в якості розплідника для кількох видів риб. Основною діяльністю людини на озері є рибальство, яке регулюється відповідно з його охоронним статусом. Інше озеро цього комплексу угідь, Себха-Сежумі — найбільше водосховище, що захищає столицю від повені. Розташоване на захід від озера Туніс. Воно не пересихає впродовж цілого року, тому особливо важливе для дикої природи влітку, коли інші себхи висихають. Площа під охороною 2,9 тис. га. Невеличкі Гдір-ель-Голла і Барраж-Морнагуя на західних околицях міста; на північ від міста, поряд з узбережжям лежить Себха-Ар'ана, яке пересихає влітку.